# Altes Elektrizitätswerk (Cottbus)

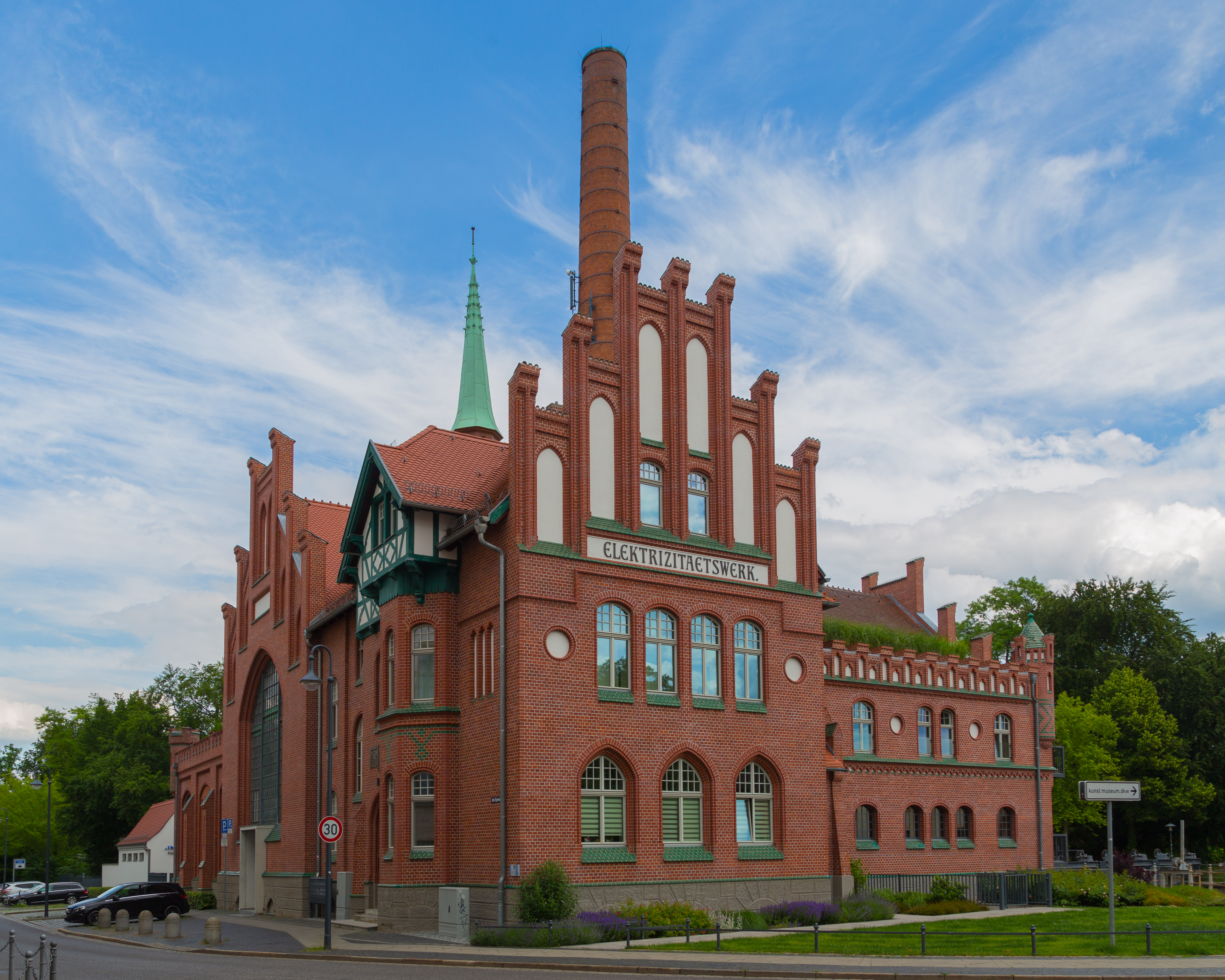
Altes Elektrizitätswerk (2020)

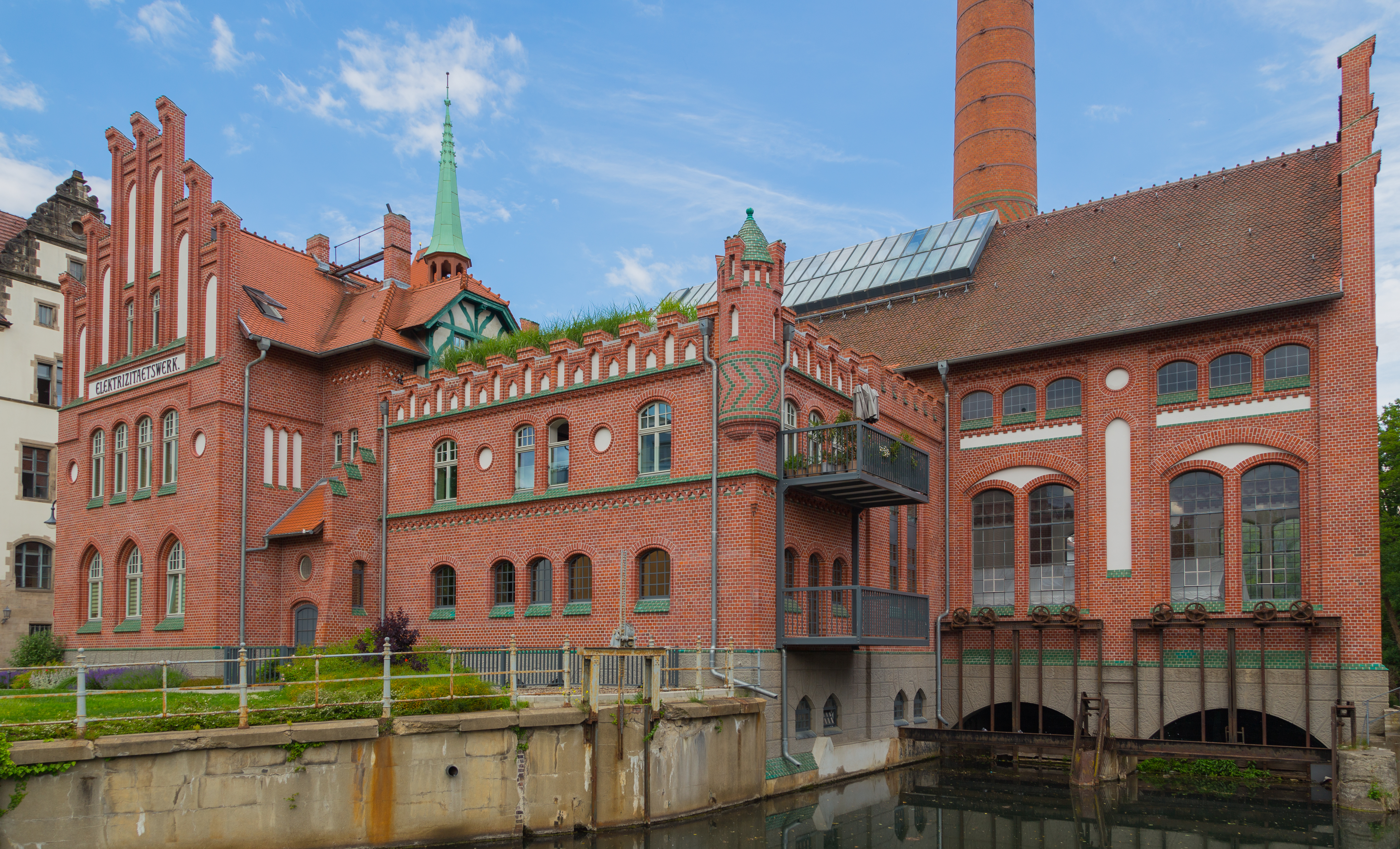
Blick auf das Gebäude vom Mühlgraben aus (2020)

Das ehemalige Städtische Elektrizitätswerk, in der Denkmalliste des Landes Brandenburg als Altes Elektrizitätswerk geführt, ist ein Industriedenkmal in der Stadt Cottbus in Brandenburg. Das Gebäude befindet sich unter der Anschrift „Am Spreeufer 1“ im Cottbuser Stadtteil Mitte am Mühlgraben Cottbus/Goethepark, gegenüber dem Goethepark.

## Geschichte
An der Stelle des heutigen Gebäudes am Mühlgraben befanden sich im 19. Jahrhundert zwei Fachwerkmühlen, die am 12. Mai 1873 durch einen Vertrag mit Domänenfiskus in den Besitz der Stadt Cottbus kamen. Beide Mühlen brannten 1882 ab. Die Stadt Cottbus entwickelte sich im ausgehenden 19. Jahrhundert mehr und mehr zu einer Industriestadt, sodass früher oder später auch die Erzeugung von elektrischem Strom nötig wurde. Am 13. August 1896 wurden erstmals Vorschläge zu einer Verwendung des seitdem ungenutzten Mühlgrabens erörtert und im März 1898 wurde ein Beschluss zum Bau eines Elektrizitätswerkes und einer Straßenbahn gefasst. Die Stadt erwarb daraufhin neben der bereits in ihrem Besitz befindliche Fläche noch die angrenzende Tuchmacherwalke, die Lohgerbermühle und die Nutzungsrechte der Wasserkraft, die bis dahin im Besitz der Familie Marschan war, die damals die gegenüber liegende Wilhelmsmühle betrieb. Im Dezember 1901 wurden die Gebäude bis auf die Wilhelmsmühle abgerissen und am 16. September 1902 stellte der Magistrat der Stadt Cottbus den Bauantrag auf dem Gelände an der heutigen Straße Am Spreeufer.

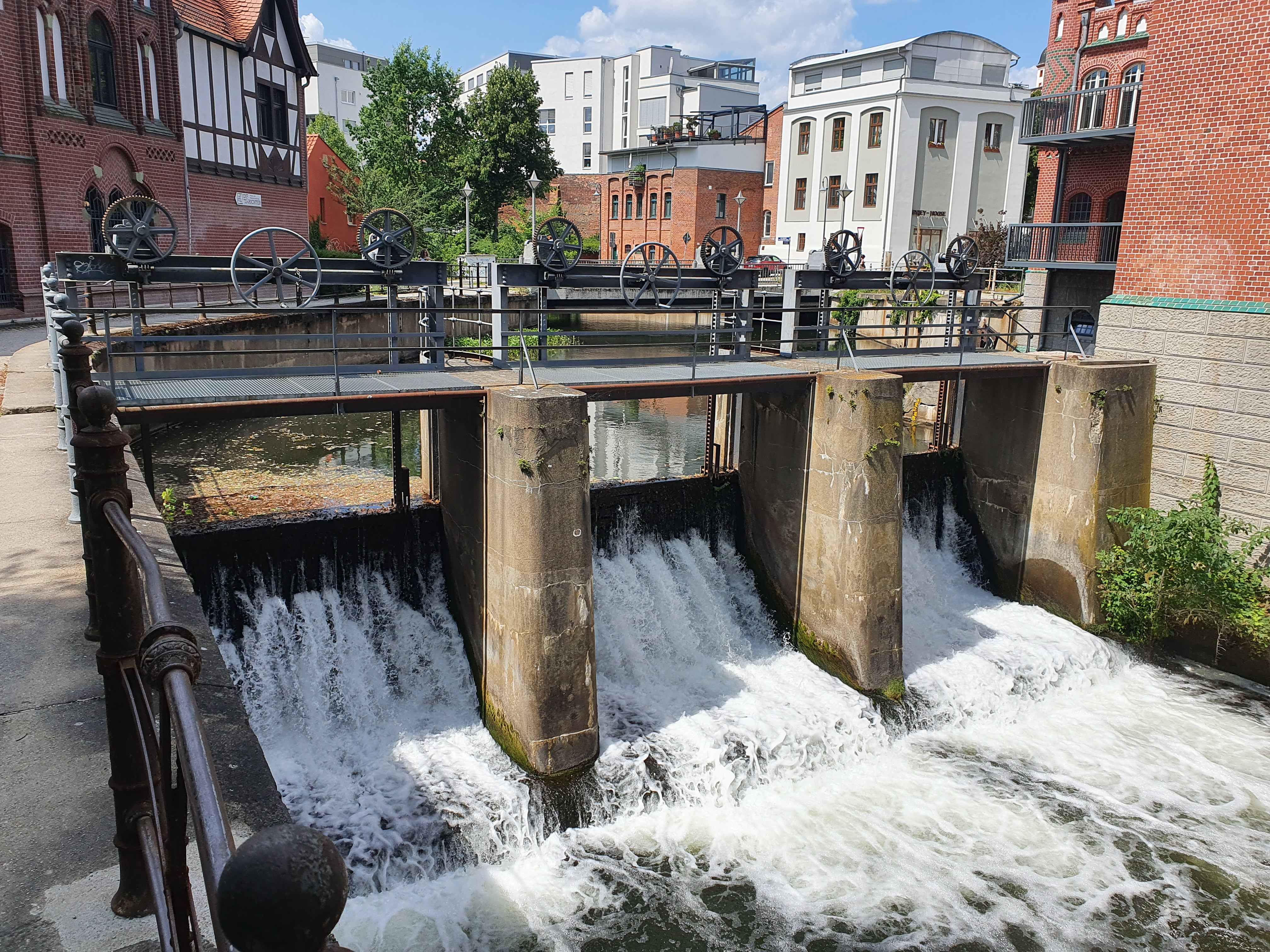
Stauwehr des Elektrizitätswerks (2023)

Das Elektrizitätswerk wurde nach Plänen des Cottbuser Stadtbaurats Richard Bachsmann im Auftrag der Firma Dyckerhoff und Widmann gebaut. Der Bauauftrag wurde nach einer Ausschreibung an die Firma Siemens & Halske aus Berlin vergeben. Im Sommer 1902 erfolgte die Errichtung des Wehrs, die Verlegung der Hausanschlüsse sowie der Bau der Straßenbahn. Am 24. Dezember 1902 wurde der fertige Rohbau zur Installierung der Maschinen- und der Kesselanlage übergeben. Am 27. April 1903 nahm das Elektrizitätswerk seinen Betrieb auf und erzeugte Strom durch Wasserkraft. Es war zu diesem Zeitpunkt mit zwei Wasserturbinen mit jeweils 200 PS Leistung und zwei Verbunddampfmaschinen mit je 300 PS Leistung ausgestattet.
Anfangs versorgte das Elektrizitätswerk die Cottbuser Straßenbahn sowie 138 Hausanschlüsse mit rund 800.000 Kilowattstunden Strom. In den Jahren 1907, 1908 und 1910 wurde das Elektrizitätswerk zur Steigerung der Leistungsfähigkeit vergrößert; in den ersten zehn Jahren nach der Inbetriebnahme wurde die Stromerzeugung verfünffacht. Ab 1909 wurde beginnend mit der westlich angrenzenden Gemeinde Ströbitz auch das Cottbuser Umland mit elektrischem Strom versorgt. Aufgrund des immer weiter steigenden Strombedarfs wurde das Elektrizitätswerk zwischen 1926/27 und 1929 erweitert, zur Entlastung nahm außerdem das in unmittelbarer Nähe erbaute Dieselkraftwerk Cottbus am 1. April 1928 seinen Betrieb auf.
Gegen Ende des Zweiten Weltkrieges wurde das Kesselhaus durch einen Bombentreffer beschädigt. Kurz vor dem Einmarsch der Roten Armee wurden die Wehranlagen im April 1945 durch die Wehrmacht gesprengt, wodurch die Stromversorgung kurzzeitig unterbrochen war. Nach etwa einen Monat konnte das Wehr provisorisch wiederhergestellt werden, sodass eine Stromproduktion wieder eingeschränkt möglich war. Mit dem Beginn des Braunkohlebergbaus in der Lausitz und dem Betriebsbeginn des Kraftwerks Lübbenau und des Gaskombinats Schwarze Pumpe wurde der Betrieb des Elektrizitätswerks im Jahr 1960 eingestellt, fast die gesamte technische Anlage wurde daraufhin abgebaut. Um 1998 erfolgten mehrere kleinere Instandsetzungsarbeiten. Ab 2013 wurde das alte Elektrizitätswerk grundlegend restauriert. Seitdem sind in dem Gebäude Ingenieurbüros und Wohnungen untergebracht.

## Architektur
Die Gebäude sind repräsentative Ziegelbauten im neugotischen Stil, einige der Ziegel sind zur Fassadenverzierung grün glasiert. Die Fronten sind durch mit Spitzbogenblenden gegliederte Pfeilergiebel geprägt. Das Werk besteht aus insgesamt drei parallel angeordneten Baukörpern. Im mittleren Gebäude befindet sich die Maschinenhalle, aus diesem Grund ist es zum Mühlgraben hin weiter ausgedehnt als die beiden anderen Bauten. An der Ostwand der Maschinenhalle befindet sich das eingeschossige Kesselhaus. Das westliche Gebäude ist zweigeschossig und beherbergt den Verwaltungstrakt sowie als Anbau das zum Graben hin gerichtete Schalthaus. Die Fassaden sind mit Lisenen, Blendnischen und Ecktürmchen verziert.
Die Maschinenhalle hat fassadenhohe Spitzbogenfenster an den Schmalseiten und ein hohes Satteldach, das Kesselhaus und das Schalthaus sind beide unter Flachdächern. Das Verwaltungsgebäude hat ein Zeltdach, dessen Dachhäuser als Fachwerkbau ausgebildet sind. Am Kesselhaus befindet sich ein massiver Schornstein auf einem mit Putzblenden verzierten Sockel. Aufgrund der architektonischen Vielfalt und seiner repräsentativen Formen zählt das alte Cottbuser Elektrizitätswerk heute zu den bedeutendsten Industriebauwerken aus der Zeit um 1900 in der Niederlausitz.